# Helianthemum arenicola
Helianthemum arenicola là một loài thực vật có hoa trong họ Nham mân khôi. Loài này được Chapm. mô tả khoa học đầu tiên năm 1860.